# Timothy Cheruiyot
Timothy Cheruiyot (Bomet, 20 de noviembre de 1995) es un deportista keniano que compite en atletismo, especialista en las carreras de mediofondo.
Participó en los Juegos Olímpicos de Tokio 2020, obteniendo una medalla de plata en la prueba de 1500 m. Ganó dos medallas en el Campeonato Mundial de Atletismo, oro en 2019 y plata en 2017.

## Palmarés internacional
| Juegos Olímpicos   | Juegos Olímpicos      | Juegos Olímpicos | Juegos Olímpicos |
| Año                | Lugar                 | Medalla          | Prueba           |
| ------------------ | --------------------- | ---------------- | ---------------- |
| 2020               | Tokio (Japón)         | Medalla de plata | 1500 m           |
| Campeonato Mundial |                       |                  |                  |
| Año                | Lugar                 | Medalla          | Prueba           |
| 2017               | Londres (Reino Unido) | Medalla de plata | 1500 m           |
| 2019               | Doha (Catar)          | Medalla de oro   | 1500 m           |